# Coco (film, 2017)
Coco je americký animovaný hudební film z roku 2017. Příběh stojí na původním nápadu Lee Unkricha, který film zrežíroval společně s Adrianem Molinou. Své hlasy do filmu poskytli Anthony Gonzalez, Gael García Bernal, Benjamin Bratt, Alanna Ubach, Renée Victor, Ana Ofelia Murguía a Edward James Olmos.
Film měl premiéru na Mezinárodním filmovém festivalu v Morelii v Mexiku dne 20. října 2017. V Mexiku měl poté premiéru následující týden a stal se nejvýdělečnějším filmem všech dob v Mexiku. Ve Spojených státech amerických měl premiéru dne 22. listopadu 2017. V České republice měl premiéru dne 18. ledna 2018. Snímek je pozitivně hodnocen kritiky a to hlavně animace, hlasy herců, hudební podklad, písně, emoční příběh a respekt k mexické kultuře. Stal se vítězem ceny Zlatý glóbus v kategorii nejlepší animovaný film a vítězem ceny Critics' Choice Awards v kategorii nejlepší píseň za „Remember Me“.

## Obsazení
- Anthony Gonzalez jako Miguel Rivera, dvanáctiletý muzikant
- Gael García Bernal jako Héctor Rivera
- Benjamin Bratt jako Ernesto de la Cruz
- Alanna Ubach jako Mamá Imelda Rivera
- Renée Victor jako Elena Rivera
- Ana Ofelia Murguía jako Socorro Rivera
- Edward James Olmos jako Chicharrón
- Alfonso Arau jako Julio Rivera
- Selene Luna jako Rosita Rivera
- Dyana Ortellí jako Victoria Rivera
- Herbert Sigüenza jako Oscar a Felipe Rivera
- Jaime Camil jako Enrique Rivera
- Sofía Espinosa jako Luisa Rivera
- Luis Valdez jako Berto Rivera
- Polo Rojas jako Abel Rivera
- Montse Hernandez jako Rosa Rivera
- Lombardo Boyar jako Mariachi
- Octavio Sollis jako agent
- Gabriel Iglesias jako manager
- Cheech Marin jako strážník
- Carla Marin jako agentka
- Blanca Araceli jako Emcee
- Natalia Cordova-Buckley jako Frida Kahlo
- Salvador Reyes jako ochranka
- John Ratzenberger jako Juan Ortodoncia

## Přijetí

### Tržby
Film vydělal 200,7 milionů dolarů v Severní Americe a 455,9 milionů dolarů v ostatních oblastech, celkově tak vydělal 656 milionů dolarů po celém světě. Rozpočet filmu činil 175–200 milionů dolarů. Za první víkend docílil nejvyšší návštěvnosti, kdy vydělal 50 milionů dolarů.

### Recenze
Film získal pozitivní recenze od kritiků. Chválili hlavně animace, hlasy herců, hudební podklad, písně, emoční příběh a respekt k mexické kultuře. Na recenzní stránce Rotten Tomatoes získal z 253 započtených recenzí 97 procent s průměrným ratingem 8,2 bodů z deseti. Na serveru Metacritic snímek získal z 48 recenzí 81 bodů ze sta. Na Česko-Slovenské filmové databázi snímek získal 89 procent a je umístěn na 55. místě v žebříčku nejlepších filmů.

## Ocenění
| Ocenění                                       | Datum ceremoniálu  | Kategorie                                                                | Nominovaný                                                                               | Výsledek  |
| --------------------------------------------- | ------------------ | ------------------------------------------------------------------------ | ---------------------------------------------------------------------------------------- | --------- |
| ACE Eddie Awards                              | 26. ledna 2018     | Nejlepší střih – animovaný film                                          | Steve Bloom                                                                              | vítězství |
| Alliance of Women Film Journalists            | 9. ledna 2018      | Nejlepší animovaný film                                                  | Coco                                                                                     | vítězství |
| Alliance of Women Film Journalists            | 9. ledna 2018      | Nejlepší animovaná ženská postava                                        | Mama Imelda                                                                              | nominace  |
| Cena Annie                                    | 3. února 2018      | Nejlepší animovaný film                                                  | Coco                                                                                     | vítězství |
| Cena Annie                                    | 3. února 2018      | Nejlepší animované efekty                                                | Shaun Galinak, Dave Hale, Jason Johnston, Carl Kaphan, Keith Daniel Klohn                | vítězství |
| Cena Annie                                    | 3. února 2018      | Nejlepší animace postavy                                                 | John Chun Chiu Lee                                                                       | vítězství |
| Cena Annie                                    | 3. února 2018      | Nejlepší animace postavy                                                 | Allison Rutland                                                                          | nominace  |
| Cena Annie                                    | 3. února 2018      | Nejlepší návrh postavy                                                   | Daniel Arriaga, Daniela Strijleva, Greg Dykstra, Alonso Martinez, Zaruhi Galstyan        | vítězství |
| Cena Annie                                    | 3. února 2018      | Nejlepší režie                                                           | Lee Unkrich a Adrian Molina                                                              | nominace  |
| Cena Annie                                    | 3. února 2018      | Nejlepší hudba                                                           | Michael Giacchino, Kristen Anderson-Lopez, Robert Lopez, Germaine Franco a Adrian Molina | vítězství |
| Cena Annie                                    | 3. února 2018      | Nejlepší výprava                                                         | Harley Jessup, Danielle Feinberg, Bryn Imagire, Nathaniel McLaughlin, Ernesto Nemesio    | vítězství |
| Cena Annie                                    | 3. února 2018      | Nejlepší příběh                                                          | Dean Kelly                                                                               | vítězství |
| Cena Annie                                    | 3. února 2018      | Nejlepší příběh                                                          | Madeline Sharafian                                                                       | nominace  |
| Cena Annie                                    | 3. února 2018      | Nejlepší hlas                                                            | Anthony Gonzalez                                                                         | nominace  |
| Cena Annie                                    | 3. února 2018      | Nejlepší scénář                                                          | Adrian Molina a Matthew Aldrich                                                          | vítězství |
| Cena Annie                                    | 3. února 2018      | Nejlepší střih                                                           | Steve Bloom, Lee Unkrich, Greg Snyder, Tim Fox                                           | vítězství |
| African-American Film Critics Association     | 7. února 2018      | Nejlepší animovaný film                                                  | Coco                                                                                     | vítězství |
| African-American Film Critics Association     | 7. února 2018      | Nejlepších deset filmů roku 2017                                         | Coco                                                                                     | vítězství |
| Art Directors Guild                           | 27. ledna 2018     | Nejlepší výprava – animovaný film                                        | Harley Jessup                                                                            | vítězství |
| Boston Society of Film Critics                | 10. prosince 2017  | Nejlepší animovaný film                                                  | Coco                                                                                     | vítězství |
| Filmová cena Britské akademie                 | 18. února 2018     | Nejlepší animovaný film                                                  | Coco                                                                                     | vítězství |
| Cinema Audio Society Awards                   | 24. února 2018     | Nejlepší zvuk – animovaný film                                           | Vince Caro, Christopher Boyes, Michael Semanick, Joel Iwataki a Blake Collins            | vítězství |
| Chicago Film Critics Association              | 12. prosince 2017  | Nejlepší animovaný film                                                  | Coco                                                                                     | vítězství |
| Critics' Choice Movie Awards                  | 11. ledna 2018     | Nejlepší animovaný film                                                  | Lee Unkrich                                                                              | vítězství |
| Critics' Choice Movie Awards                  | 11. ledna 2018     | Nejlepší filmová píseň                                                   | "Remember Me"                                                                            | vítězství |
| Detroit Film Critics Society                  | 7. prosince 2017   | Nejlepší animovaný film                                                  | Coco                                                                                     | nominace  |
| Florida Film Critics Circle                   | 23. prosince 2017  | Nejlepší animovaný film                                                  | Coco                                                                                     | vítězství |
| Georgia Film Critics Association              | 12. ledna 2018     | Nejlepší animovaný film                                                  | Coco                                                                                     | vítězství |
| Georgia Film Critics Association              | 12. ledna 2018     | Nejlepší filmová píseň                                                   | "Remember Me"                                                                            | vítězství |
| Zlatý glóbus                                  | 7. ledna 2018      | Nejlepší animovaný film                                                  | Coco                                                                                     | vítězství |
| Zlatý glóbus                                  | 7. ledna 2018      | Nejlepší filmová píseň                                                   | "Remember Me"                                                                            | nominace  |
| Golden Tomato Awards                          | 3. ledna 2018      | Nejlepší animovaný film                                                  | Coco                                                                                     | vítězství |
| Golden Tomato Awards                          | 3. ledna 2018      | Nejlepší premiéra                                                        | Coco                                                                                     | 9. místo  |
| Guild of Music Supervisors Awards             | 8. února 2018      | Nejlepší supervize hudby ve filmu s rozpočtem více než 25 milionů dolarů | Tom MacDougall                                                                           | nominace  |
| Guild of Music Supervisors Awards             | 8. února 2018      | Best Song/Recording Created for a Film                                   | "Remember Me"                                                                            | nominace  |
| Heartland Film Festival                       | 23. listopadu 2017 | Truly Moving Picture Award                                               | Lee Unkrich                                                                              | vítězství |
| Hollywood Film Awards                         | 5. listopadu 2017  | Nejlepší animovaný film                                                  | Lee Unkrich a Darla K. Anderson                                                          | vítězství |
| Hollywood Music in Media Awards               | 16. listopadu 2017 | Nejlepší skladatel – animovaný film                                      | Michael Giacchino                                                                        | vítězství |
| Houston Film Critics Society                  | 6. ledna 2018      | Nejlepší animovaný film                                                  | Coco                                                                                     | vítězství |
| Houston Film Critics Society                  | 6. ledna 2018      | Nejlepší filmová skladba                                                 | "Remember Me"                                                                            | vítězství |
| Humanitas Prize                               | 16. února 2018     | Nejlepší rodinný film                                                    | Coco                                                                                     | nominace  |
| IGN Awards                                    | 19. prosince 2017  | Nejlepší animovaný film                                                  | Coco                                                                                     | vítězství |
| Los Angeles Film Critics Association          | 3. prosince 2017   | Nejlepší animovaný film                                                  | Coco                                                                                     | 2. místo  |
| National Board of Review                      | 9. ledna 2018      | Nejlepší animovaný film                                                  | Coco                                                                                     | vítězství |
| New York Film Critics Circle                  | 3. ledna 2018      | Nejlepší animovaný film                                                  | Coco                                                                                     | vítězství |
| Online Film Critics Society                   | 28. prosince 2017  | Nejlepší animovaný film                                                  | Coco                                                                                     | vítězství |
| Oscar                                         | 4. března 2018     | Nejlepší animovaný film                                                  | Coco                                                                                     | vítězství |
| Oscar                                         | 4. března 2018     | Nejlepší filmová píseň                                                   | „Remember Me“                                                                            | vítězství |
| Producers Guild of America Award              | 20. ledna 2018     | Nejlepší producenti – animovaný film                                     | Darla K. Anderson                                                                        | vítězství |
| San Diego Film Critics Society                | 11. prosince 2017  | Nejlepší animovaný film                                                  | Coco                                                                                     | nominace  |
| Satellite Awards                              | 10. února 2018     | Nejlepší animovaný film                                                  | Coco                                                                                     | vítězství |
| Satellite Awards                              | 10. února 2018     | Nejlepší zvuk                                                            | Coco                                                                                     | nominace  |
| Toronto Film Critics Association              | 10. prosince 2017  | Nejlepší animovaný film                                                  | Coco                                                                                     | 2. místo  |
| St. Louis Film Critics Association            | 17. prosince 2017  | Nejlepší animovaný film                                                  | Coco                                                                                     | vítězství |
| Visual Effects Society Awards                 | 13. února 2018     | Nejlepší speciální efekty                                                | Lee Unkrich, Darla K. Anderson, David Ryu, Michael K. O'Brien                            | vítězství |
| Visual Effects Society Awards                 | 13. února 2018     | Nejlepší animovaná postava – animovaný film                              | Emron Grover, Jonathan Hoffman, Michael Honsel, Guilherme Sauerbronn Jacinto             | vítězství |
| Visual Effects Society Awards                 | 13. února 2018     | Nejlepší prostředí                                                       | Michael Frederickson, Jamie Hecker, Jonathan Pytko, Dave Strick                          | vítězství |
| Visual Effects Society Awards                 | 13. února 2018     | Nejlepší simulace                                                        | Kristopher Campbell, Stephen Gustafson, Dave Hale, Keith Klohn                           | vítězství |
| Washington D.C. Area Film Critics Association | 8. prosince 2017   | Nejlepší animovaný film                                                  | Coco                                                                                     | vítězství |
| Washington D.C. Area Film Critics Association | 8. prosince 2017   | Nejlepší hlas                                                            | Anthony Gonzalez                                                                         | vítězství |
| Washington D.C. Area Film Critics Association | 8. prosince 2017   | Nejlepší hlas                                                            | Gael García Bernal                                                                       | nominace  |
| Washington D.C. Area Film Critics Association | 8. prosince 2017   | Nejlepší skladatel                                                       | Michael Giacchino                                                                        | nominace  |
| Women Film Critics Circle Awards              | 22. prosince 2017  | Nejlepší rodinný film                                                    | Coco                                                                                     | vítězství |
| Women Film Critics Circle Awards              | 22. prosince 2017  | Nejlepší animovaná ženská postava                                        | Coco                                                                                     | vítězství |